# 波多野忠綱
波多野 忠綱（はだの ただつな）は、鎌倉時代前期の武士。鎌倉幕府御家人。

## 生涯
相模国余綾郡波多野荘を名字の地とする波多野氏の惣領義通の子で、伊勢国の所領を相続していた。異母兄の義常は治承4年（1180年）源頼朝に敵対したために滅ぼされたが忠綱や甥の義定らは頼朝に従い、治承5年（1181年）熊野海賊菜切攻めで敗走した平家家人の伊豆江四郎を度会郡宇治で討ち取っている。平家滅亡後の文治元年（1185年）鎌倉の勝長寿院落成供養に随兵として列参。このころには忠綱は伊勢を離れて本領の相模へ居を改めている。建久元年（1190年）と同6年（1195年）の頼朝の二度の上洛にも随行した。
正治元年（1199年）梶原景時の変では景時弾劾の御家人66人に名を連ねる。建仁3年（1203年）比企能員の変後の混乱で仁田忠常が北条時政に討たれたと誤解した忠常弟の忠正・忠時らが時政の子・義時を襲撃した際には、これを守って忠正を討ち取った。元久2年（1105年）畠山重忠の乱では甥の有常らとともに北条義時に従って畠山重忠軍と戦う。建仁3年（1213年）和田合戦では北条氏方として子の朝経や大甥の朝定らを率いて参戦し、初日の合戦では米町辻と政所前の2度の戦闘で先陣を切って活躍したが、後になって三浦義村が後者の先陣だったと主張したため論争となった。北条義時は忠綱へ恩賞を約束し、功を義村に譲るよう内々に説得したがこれを断り、将軍実朝の前で義村と対決することとなった。二階堂基行らの目撃証言から忠綱の功との結論に至ったが、議場で「先陣の忠綱を見落とした義村は盲目なのだろう」と罵倒したことが咎められ、褒賞は与えられなかった。建保4年（1216年）には相模川における河臨祓に列参している。なお建長2年（1250年）源実朝の十三回忌を弔うため、波多野荘の金剛寺を中興したと伝わる。